# Перший флот

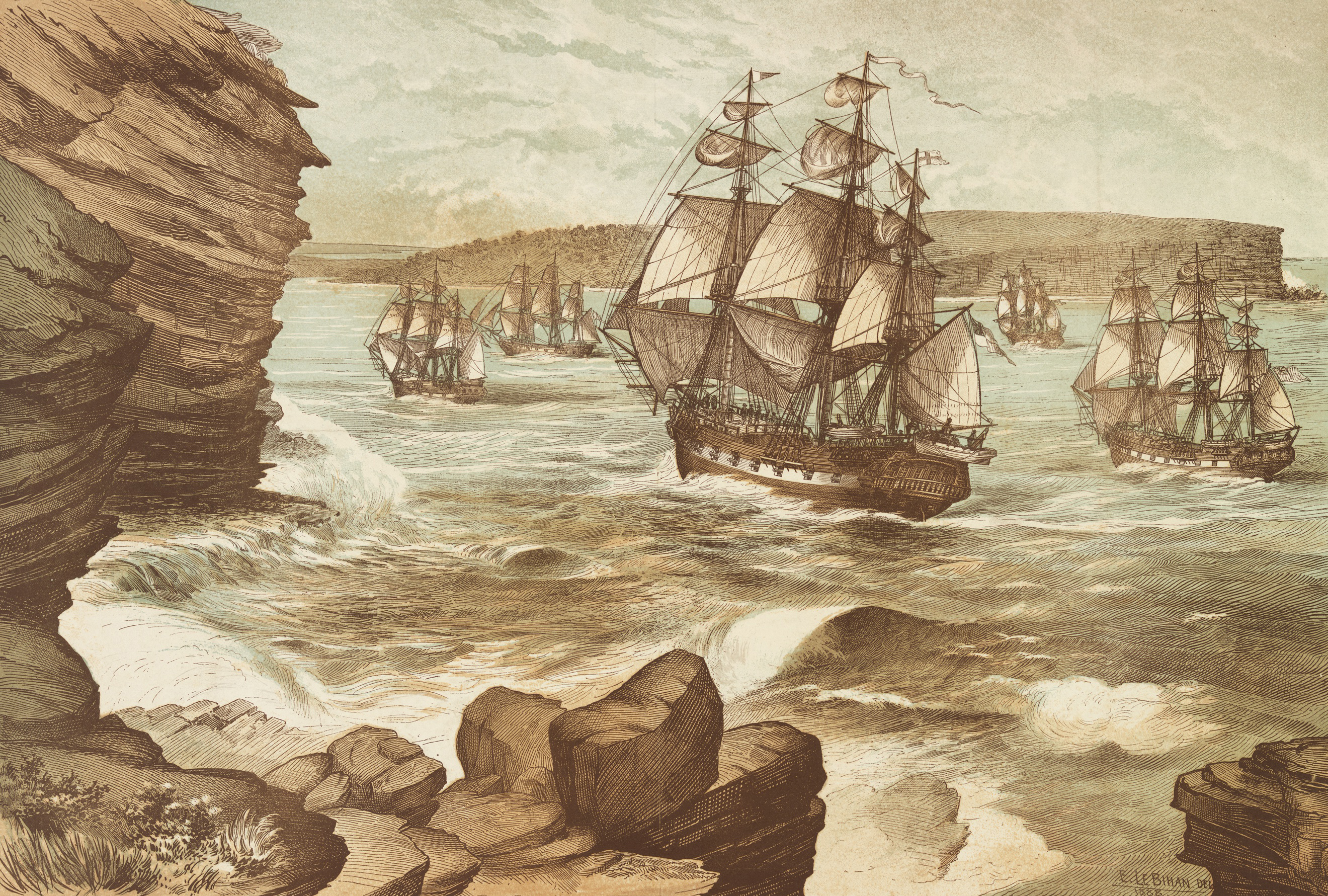
Перший флот прибуває в порт Джексон 26 січня 1788 року автор E. Le Bihan

Перший Флот (англ. First Fleet) — назва, дана флоту з 11 вітрильних кораблів, які відпливли від берегів Великої Британії 13 травня 1787 з 1487 людьми на борту для того, щоб заснувати першу європейську колонію в Новому Південному Уельсі, Австралія. Основну масу людей становили засудженні, відправлені на поселення за межі основної території Великої Британії. Цей Флот поклав початок як перевезенню ув'язнених з Великої Британії до Австралії, так і освоєнню і заселенню Австралії.

## Історія
Перший Конвой з увʼязеними завантажили на борт в Плімуті в березні 1787 року. Їм довелося чекати ще два місяці, перш ніж вони вирушили в дорогу. Що чекало попереду, не знав ніхто. Майже ні в кого з них не було професії, яка могла б їм допомогти влаштуватися в пустельній необжитої землі. Навряд чи хтось із них зміг би заробити достатньо грошей, щоб по закінченні терміну повернутися назад.
Статті, за які належало переселення, були різноманітні, однак серед ув'язнених не було запеклих лиходіїв. Лиходії відправлялися на шибеницю. На переселення відправляли за дрібні крадіжки, браконьєрство та іншу дрібноту.
Перший Конвой складався з одинадцяти кораблів. Капітан Артур Філіп був командувачем і знаходився на кораблі "Sirius". Ув'язнені пливли на шести кораблях, а решта кораблів везли провіант і всякі потрібні на новому місці речі і худобу.
Всього в путь вирушили 1350 чоловік, з них більша частина — засуджені: 564 чоловіки, 192 жінки і навіть діти. Наймолодшому було 9 років, і він був засуджений за крадіжку одягу. Всім їм належало подолати більше 22 тисяч кілометрів. В Австралію флот приплив через 9 місяців після відплиття з Англії.
Експедиція завершилася 26 січня 1788 року. Тепер ця дата об'єднує два свята: День заснування Сіднея і День Австралії.
Губернатор колонії намагався налагодити стосунки з аборигенами, допомагав каторжникам виправитися, налагоджував торгівлю та сільське господарство. Перші роки були важкими для поселенців: продовольства не вистачало, у каторжників було мало професійних навичок, а нові засуджені, які прибували в колонію, виявлялися хворими і непрацездатними після довгого і складного плавання. Але губернатору вдалося розвинути колонію, і з 1791 її справи стали йти в гору.
Умови життя каторжників були суворими. Їм доводилося робити величезну роботу зі створення колонії: будувати будинки та дороги, допомагати фермерам. Вони голодували і зазнавали суворих покарань. Але помиловані ув'язнені залишалися в Австралії, отримували свої наділи і самі могли брати себе працювати каторжників. Один із таких колишніх ув'язнених виростив перший успішний урожай пшениці у 1789 році. Незабаром колонія стала самостійно забезпечувати себе їжею.
Ще близько півстоліття в Австралію продовжували засилати кримінальних злочинців і політичних злочинців. Вільних людей для поселення вона не приваблювала.
Лише з відкриттям золотих родовищ в «країну кенгуру» почали прибувати ірландські та англійські емігранти. Сприятливо також позначилася можливість успішного скотарства. Так були утворені шість колоній, що стали згодом штатами: Західна Австралія, Південна Австралія, Новий Південний Уельс, Тасманія, Квінсленд і Вікторія.
У 1793 році до Сіднея приїхали перші вільні поселенці (якщо не брати до уваги військових, що охороняли каторжників). Їм безкоштовно видали землі, надали спочатку сільськогосподарський інвентар, дали право на вільне пересування та використання праці ув'язнених.

### Умови перевезення
На кожного ув'язненого було відведено 6 футів в довжину, 18 дюймів в ширину і 4 фути заввишки. Більшу частину часу вони лежали. У трюмі було темно, свічки були заборонені, оскільки боялися пожежі. У гарну погоду їх випускали на прогулянки на палубу.
Тяжкість нічних годин. Увечері свічки у трюмах для ув'язнених гасили. Якщо при цьому через дощ закривали люки, то приміщення до самого ранку занурювалися в повну темряву.
Квиток у нове життя. Подорож супроводжувалося безліччю поневірянь. При цьому засуджених везли у ланцюгах. Проте багато англійців, намагаючись вирватися зі злиднів, свідомо йшли на злочини. Адже в Австралії вони могли отримати шанс розпочати нове життя
Нижня палуба. Ув'язнених везли у нижніх трюмах. Там не було вікон, а було передбачено лише вентиляційні люки. Виходити поверхню дозволялося лише ненадовго. Решту часу нещасні перебували у страшній тісноті і задусі.
Відставні військові. Часто охоронцями наймали солдатів, що вийшли у відставку. Їм не платили грошей, але обіцяли в Австралії землю та дозволяли брати на корабель родину. Так уряд вирішував три завдання: економив, позбавлявся військових — пенсіонерів і сприяв заселенню континенту лояльними громадянами.
Хвороби. Антисанітарія та скупченість були не єдиною бідою пасажирів у кайданах. У довгому плаванні багато хто з них помирав від дизентерії та цинги. А спалах холери міг погубити всіх, хто плив на кораблі.
Корабельний лікар. На кораблі був лікар. Але від нього було мало користі для хворих і вмираючих ув'язнених. Набагато більш затребуваним виявлявся судновий священник.
Свавілля. За дотриманням законності на кораблях мали стежити особливі чиновники. Але насправді ув'язнені опинялися під владою охорони. В'язнів били, а їхні права ігнорували.
І нерідко засуджених змушували працювати замість моряків.
Дисципліна. Тілесні покарання були природною практикою на англійських кораблях підтримки дисципліни. І навіть якщо винного матроса чекали батоги, то ув'язнений був просто приречений на нещадну розправу.
Умови життя. Ліжка в кілька рядів розташовувалися в самому низу. Але часто ув'язнені спали на них по черзі. Решту часу вони сиділи на лавах на середній палубі. Для жінок та дітей виділяли окрему територію, обгороджену дошками. Нерідко охоронці відбирали у в'язнів весь одяг і нехитрий скарб, залишаючи засланців без жодного майна.

## Цікаві факти
Ім'я англійського міністра внутрішніх справ лорда Сіднея навіки відображене в назві столиці найбільш густонаселеного штату Австралії. Саме йому належала ідея відправки засуджених до Австралії.